# Teoria GNS
La teoria GNS è una teoria del gioco di ruolo, sviluppata originariamente da Ron Edwards, sostiene che i partecipanti ad un gioco di ruolo possono essere divisi in tre categorie: gamisti, narrativisti e simulazionisti. La teoria venne sviluppata a partire dal "Triplice Modello" che comparve nel newsgroup rec.games.frp.advocacy nel 1997 e che definisce dramma, simulazione e gioco come i tre paradigmi del gioco di ruolo.
Questa teoria è importante perché illustrò le idee narrativiste già apparse in altri giochi di ruolo, come Ars Magica o quelli del Mondo di Tenebra e le propagandò ai nuovi autori di giochi.

## Descrizione
La teoria GNS è nata dal tentativo di descrivere l'esperienza di gioco che si aspettano giocatori ed è stata estrapolata per progettare giochi che soddisfacessero un certo pubblico. Infine è venuta a essere considerata non come una caratteristica individuale di progetto del gioco, ma come una proprietà che emerge dall'atto di giocare.
Le radici di questa teoria sono nel saggio System Does Matter ("Il sistema ha importanza"), in cui Edwards sostiene che tutti i partecipanti ad un gioco di ruolo possiedono uno di tre obiettivi o prospettive mutuamente esclusivi, e che i giochi di ruolo di maggior successo si concentravano su una sola di queste prospettive e che un errore comune nel progettare giochi di ruolo è di tentare di soddisfarle tutte e tre. È per questa ragione che l'articolo può essere considerato un avvertimento contro i regolamenti di gioco di ruolo generici prodotti dai maggiori editori di giochi di ruolo.
I tre obiettivi sono:
- Gamisti che giocano per la competizione e la sfida.
- Narrativisti che giocano per la storia e la caratterizzazione.
- Simulazionisti che giocano per esplorare e per l'esperienza.

System Does Matter riprende la terminologia elaborata da Jonathan Tweet nel gioco Everway (1996) per determinare il risultato di un evento.  Secondo Edwards un gioco di ruolo dovrebbe usare un sistema di risoluzione dei compiti o una combinazione di sistemi appropriata alla prospettiva GNS del gioco. Le tre forme di risoluzione dei compiti sono:
- dramma, il master decide il risultato
- fortuna, il caso decide il risultato (per esempio usando dei dadi)
- karma, un valore fisso decide il risultato (per esempio confrontando i valori delle abilità o altre attributi dei personaggi).

La sostituzione del termine "dramma" con narrativismo fu giustificata come per evitare di confondere il Dramma (come obiettivo) dal Dramma (come metodo di risoluzione dei compiti), ma il suo uso si evolvette nell'enfatizzare le tecniche che davano la priorità alla creazione della storia in gioco attraverso la presentazione di scelte significative e tematicamente coerenti ai giocatori, piuttosto che al cercare di guidarli attraverso una trama prefissata.
La teoria GNS identifica cinque elementi di gioco di ruolo che tutti i giocatori riconoscono:
- Personaggio, una persona fittizia.
- Colore, dettagli che forniscono atmosfera.
- Ambientazione, l'ubicazione (in spazio ed in tempo).
- Situazione, il dilemma.
- Sistema, determina come si svolgono gli eventi in gioco.

Distingue anche quattro attitudini che i giocatori possono seguire nel prendere decisioni per il loro personaggio:
- Attore: decide in base a quello che il proprio personaggio conosce.
- Autore: decide in base a quello che come giocatore desidera per il suo personaggio e quindi spiega retroattivamente perché il suo personaggio si è comportato in una certa maniera.
- Regista: prende decisioni che influenzano l'ambiente piuttosto che il personaggio (generalmente è il comportamento del master in un gioco di ruolo).
- Pedina: decide in base a quello che come giocatore desidera per il suo personaggio, senza però preoccuparsi di spiegare i motivi della sua decisione.

## GNS in dettaglio

### Gamisti
"Gamista" si riferisce alla scelta della «miglior soluzione possibile» al problema proposto. Sono le decisioni più comuni nei giochi in cui i personaggi affrontano sfide sempre più impegnative e spesso non hanno il tempo di chiedersi troppi perché.
Per esempio, per risolvere il combattimento, l'approccio di un gamista è quello di confrontare i punteggi di cui ogni personaggio è dotato, come la forza, la fortuna, armatura e simili. Spesso tali valori sono tradotti o incorporati in tiri di dadi.
Dungeons and Dragons è considerato un gioco di ruolo gamista, come la maggior parte dei videogiochi di ruolo.  I detrattori dei gamisti li accusano spesso di cercare di "vincere" un gioco e di portare ad eccessi noti come rule playing (eccessiva attenzione alle regole), rule lawyers (giocatori attaccati alla regola scritta più che al divertimento degli altri giocatori) e l'effetto inflativo Monty Haul (accumulo di oggetti magici ed equipaggiamento fine a sé stesso).

### Narrativisti
"Narrativista" si riferisce alle decisioni basate su ciò che potrebbe far progredire una storia o un tema importante, o un gioco che incoraggia questo stile di gioco.
Per risolvere un combattimento, un narrativista potrebbe considerare le implicazioni della lotta, perché è importante per il personaggio (oltre al rischio fisico) e cosa accadrebbe alla storia nel caso della vittoria di uno o dell'altro lato. Tali considerazioni possono essere fatta ad alta voce, mediate dai dadi o risolte dal Game Master.
Molti indie role-playing game sono Narrativisti, come ad esempio Cani nella vigna, La mia vita col padrone, Sorcerer, Avventure in prima serata, Dust Devils, Grey Ranks, Carry, Shadow of Yesterday, Polaris, (Non cedere al sonno). Non bisogna confondere i giochi narrativisti con i giochi "storytelling" (chiamati spesso in italiano "narrativi") come la stragrande maggioranza dei titoli prodotti dalla White Wolf, come Vampiri: la masquerade, Lupi mannari: i rinnegati o Mage: The Ascension, che sono anzi ferocemente criticati nei saggi di Edwards e degli altri teoristi del narrativismo, e considerati "incoerenti", soprattutto per la presenza della cosiddetto "narratore onnipotente" che secondo questa teoria è assolutamente incompatibile con (e rende impossibile) qualunque forma di narrativismo.

### Simulazionisti
"Simulazionista" si riferisce a decisioni basate su cosa sarebbe più realistico all'interno dell'ambientazione, o a un gioco che cerca di simulare come funziona un particolare mondo.
Per risolvere un combattimento, un simulazionista potrebbe considerare se il personaggio colpisce, quindi quanto "danno" infligge l'arma, quanto di esso è bloccato dall'armatura e il danno residuo inflitto. Il vantaggio è che è molto semplice interpretare il risultato e capire cosa è successo; d'altro canto il processo può richiedere molto tempo e non sempre produce risultati plausibili.
Non sempre la definizione è basata a meccaniche di gioco complesso. GURPS, che è molto complesso, è spesso classificato come un gioco Simulazionista, mentre Il Richiamo di Cthulhu, sebbene più leggero, può essere considerato un gioco simulazionista con forti aspetti narrativi. Inoltre, un gioco basato su effetti può produrre un gioco simulazionista ma realistico, veloce e facile da utilizzare.